# Selenidera maculirostris
Selenidera maculirostris là một loài chim trong họ Ramphastidae.